# Tony Van Parys
Tony J.M.M. Van Parys (Gent, 21 juni 1951) is een Belgisch voormalig advocaat en volksvertegenwoordiger, senator en minister voor de CVP en CD&V.

## Levensloop
Tony Van Parys studeerde in 1974 af als licentiaat in de rechten en licentiaat in de criminologie aan de Universiteit Gent en werd vervolgens advocaat aan de Gentse balie. Ook was hij van 1982 tot 1992 secretaris en van 1992 tot 1998 voorzitter van de Federatie voor Vrije en Intellectuele Beroepen.

### Politiek
Van oktober 1985 tot juni 2007 zetelde hij voor de CVP, nadien CD&V in de Kamer van volksvertegenwoordigers, tot 2003 voor de kieskring Gent-Eeklo en daarna tot 2007 voor de provinciale kieskring Oost-Vlaanderen. Gedurende zijn periode in de Kamer was Van Parys van 1996 tot 1997 voorzitter van de tweede onderzoekscommissie naar de Bende van Nijvel en van 1996 tot 1998 lid van de onderzoekscommissie naar de Zaak-Dutroux. Hij had zitting in de commissies Justitie (1985-1998 en 1999-2007) en Handels- en Economisch Recht (1985-1991, 1994-1995 en 1999-2003) en groeide uit tot de justitiespecialist van zijn partij. Van 1988 tot 1991 was hij ondervoorzitter van de commissie Handels- en Economisch Recht en van 1992 tot 1995 en van 1999 tot 2007 oefende hij dezelfde functie uit in de commissie Justitie.
Voor de federale verkiezingen van 10 juni 2007 kreeg hij de derde plaats op de Senaatslijst. Van Parys werd verkozen, werd lid van de Senaatscommissies Binnenlandse Zaken, Justitie en Financiën en Economische Aangelegenheden en zetelde van 2008 tot 2010 als quaestor in het bureau van de Senaat. Bij de verkiezingen van juni 2010 was hij geen kandidaat meer.
In de periode december 1985-mei 1995 had hij als gevolg van het toen bestaande dubbelmandaat ook zitting in de Vlaamse Raad. De Vlaamse Raad was vanaf 21 oktober 1980 de opvolger van de Cultuurraad voor de Nederlandse Cultuurgemeenschap, die op 7 december 1971 werd geïnstalleerd, en was de voorloper van het huidige Vlaams Parlement. In de Vlaamse Raad was hij van 1985 tot 1989 lid van de commissie Economie, Tewerkstelling en Energie, van 1989 tot 1991 lid van de commissie Media en van 1989 tot 1995 lid van de commissie Openbare Werken en Vervoer. Ook was hij van 1988 tot 1991 plaatsvervangend lid van de Raadgevende Interparlementaire Beneluxraad.
In april 1998 volgde hij Stefaan De Clerck op als minister van Justitie in de regering-Dehaene II nadat deze zijn ontslag had ingediend voor de korte ontsnapping van Marc Dutroux. Hij bleef dit tot aan de vorming van de regering-Verhofstadt I in juli 1999.
Daarnaast was Van Parys ook gemeenteraadslid in de stad Gent van april 1983 tot juli 2012.

### Na de politiek
Van Parys werd in oktober 2011 in opvolging van Erik De Lembre voorzitter van de raad van bestuur van de Gentse Arteveldehogeschool. Pascal Verdonck volgde hem in september 2021 op.
In juni 2012 benoemde de Senaat hem tot lid van de Hoge Raad voor de Justitie. Omdat deze functie niet verenigbaar is met een politiek mandaat nam hij ontslag uit de Gentse gemeenteraad. Hij zetelde in de Hoge Raad voor de Justitie tot in 2016.